# Divergence Eve
Divergence Eve (ダイバージェンス・イヴ?, Daibājensu Ivu) è un anime fantascientifico in 13 episodi prodotto dallo studio Radix e da Operation EVE; il successo in patria ha portato alla creazione di un seguito, una serie in 13 episodi intitolata Misaki Chronicles.

## Trama
Nel 2017  un satellite avverte di uno spostamento gravitazionale nella costellazione della lira. 
Le vicende si svolgono nell'anno 2317 su una gigantesca stazione spaziale chiamata Watcher's Nest ("il nido dell'osservatore"). La tecnologia è arrivata al punto di consentire i viaggi interstellari, per mezzo di una serie di "portali" che attraversano un universo parallelo. Sfortunatamente una serie di entità extraspaziali ed extratemporali, chiamate "Ghouls", sfruttano questi stessi portali per invadere il nostro universo.
La serie si focalizza su un gruppo di cadette che vivono sulla Watcher's Nest, addestrate a respingere i Ghouls per mezzo di potenti esoscheletri robotici chiamati Rampart Armor, e in particolare su una di esse, Misaki Kureha, la quale sembra avere qualche strana affinità con le entità misteriose.
Le vicende non sono narrate in ordine cronologico: il primo episodio, in cui viene mostrato l'attacco dei Ghouls alla stazione spaziale, si colloca tra il 12º e il 13º e ultimo episodio. Nelle intenzioni degli autori ciò serve a generare un senso di mistero e creare aspettative sul proseguimento delle vicende inserendo elementi di azione in una storia che descrive soprattutto gli addestramenti delle ragazze e la vita sulla stazione spaziale.

## Doppiaggio
- Kakazu Yumi: Misaki Kureha
- Akeno Watanabe: Girl, Lieutenant Yun, membro dello staff medico, operatrice
- Fumie Mizusawa: Kiri Marriarette
- Hideki Tasaka: Operatore, membro della sicurezza
- Hiroaki Hirata: Juuzou Kureha
- Hiroyuki Yoshino: Bernard Firestar
- Ikuya Sawaki: Woems
- Kenichi Suzumura: Copilota, luogotenente Azevedo, Nodera, operatore, ricercatore
- Miyu Matsuki: Kotoko 01, operatrice
- Nobuo Tobita: Kessler
- Norie Kawashima: Operatrice, pilota
- Reiko Kiuchi: Ryer Von Eltiana
- Reiko Takagi: Luxandora Freyr
- Rina Satou: Prime Snowlight
- Ryūzaburō Ōtomo: Ghoul, Walker
- Sanae Kobayashi: Operatrice, Susanna Bleustein
- Takehiro Murozono: Uomo, Morozov, operatore, pilota
- Takehito Koyasu: Jean Luc LeBlanc
- Tokuyoshi Kawashima: Operatore, membro dello staff
- Toshihiko Nakajima: Rivenditore di gelati

## Episodi
| Nº | Titolo italiano (traduzione letterale) Giapponese 「Kanji」 - Rōmaji    | In onda           | In onda |
| Nº | Titolo italiano (traduzione letterale) Giapponese 「Kanji」 - Rōmaji    | Giapponese        |         |
| 1  | Mission 2 「Mission 2」                                                 | 2 luglio 2003     |         |
| 2  | Quantum Barrier 「量子障壁」 - Ryōshi shōheki                           | 9 luglio 2003     |         |
| 3  | Necromancer 「死体兵」 - Shitai hei                                     | 16 luglio 2003    |         |
| 4  | Specular 「スペキュラー」 - Supekyura                                   | 23 luglio 2003    |         |
| 5  | Seraphim 「セラフィム」 - Serafimu                                      | 30 luglio 2003    |         |
| 6  | Watcher's Nest 「ウォッチャーズ・ネスト」 - Uocchazu Nesuto             | 6 agosto 2003     |         |
| 7  | Quantum Core 「量子コア」 - Ryōshi Koa                                  | 13 agosto 2003    |         |
| 8  | Alchemy 「アルケミー」 - Arukemi                                        | 20 agosto 2003    |         |
| 9  | Tragedy of Cherubim 「ケルビムの惨劇」 - Kerubimu no sangeki            | 27 agosto 2003    |         |
| 10 | Divergence Eve 「変容体」 - Henyō karada                                | 3 settembre 2003  |         |
| 11 | Designer's Children 「デザイナーズ・チルドレン」 - Dezainazu Chirudoren | 10 settembre 2003 |         |
| 12 | Mission 1 「Mission 1」                                                 | 17 settembre 2003 |         |
| 13 | Mission 3 「Mission 3」                                                 | 24 settembre 2003 |         |

## Colonna sonora
- Nine Inch Nails cantata da Yousuke Houga (apertura)
- Pump Up! cantata da Nao Nagasawa (chiusura)

## Fanservice
L'elemento più controverso di questo anime è la grande abbondanza di fanservice che stride con i toni seri e drammatici dell'intera vicenda: oltre al fatto che la quasi totalità dei protagonisti sono ragazze, tutti i personaggi di sesso femminile (con l'eccezione dell'androide Kotoko-01 che ha le fattezze di una bambina di 10 anni e perciò può essere considerata una lolita) sono dotati di seni decisamente sproporzionati e facili al tremolio; per di più le loro uniformi sono molto aderenti e lasciano intravedere ampi spazi di pelle, aiutate in questo dalle inquadrature ardite che spesso la regia adotta.
La sigla finale inoltre (con il suo sottofondo di musica j-pop incoerente col resto dell'ambientazione) mostra esclusivamente la protagonista Misaki impegnata in varie attività ricreative come sport e shopping: durante questa sigla la ragazza cambia molto spesso d'abito, indossando vari vestiti spesso collegati al fanservice tra cui una tenuta da cameriera, una marinaretta, vari costumi, un top, un grembiule e un qipao (abito femminile cinese). Nel finale della sigla la ragazza prende il sole in topless, con l'inquadratura che nasconde a malapena il seno.

### Critiche
Il fanservice è solo uno degli aspetti (ma senza dubbio il più significativo) su cui si basano le critiche rivolte a questa serie: in altri casi ad essere criticati sono la trama, giudicata confusa, inutilmente complicata e poco coinvolgente, oppure l'uso di una computer grafica di scarso livello qualitativo e che non si "fonde" bene con il resto delle sequenze in animazione tradizionale.